# بیرگیت ۹۶۰
سیارک ۹۶۰ (به انگلیسی: 960 Birgit، نامگذاری:1921KH) نهصد و شصتمین سیارک کشف شده‌است که در ۱ اکتبر ۱۹۲۱ و در هایدلبرگ کشف شد.
قدر مطلق سیارک برابر ۱۲٫۹۰ است.